# Something Good
Singles de Alt-J
Tessellate
(2012) Fitzpleasure
(2012)
Something Good est une chanson du groupe anglais Alt-J extraite en 2012 de l'album studio An Awesome Wave. Sortie le 28 septembre 2012 sur le label Infectious, la chanson sort en format numérique. La chanson a été écrite par Joe Newman, Gus Unger-Hamilton, Gwilym Sainsbury et Thom Green et produite par Charlie Andrew.
Cette chanson a également été utilisée dans le deuxième épisode du jeu vidéo Life Is Strange.

## Liste des pistes
| 1. | Something Good                       | 3:38 |
| 2. | Something Good (BlackBox Remix)      | 6:29 |
| 3. | Something Good (Tong & Rogers Remix) | 8:22 |
| 4. | Something Good (Fort Romeau Remix)   | 4:36 |
| 5. | Something Good (The Invisible Remix) | 5:08 |

## Crédits
- Alt-J (∆) – Chant
- Charlie Andrew – Production
- Joe Newman, Gus Unger-Hamilton, Gwilym Sainsbury, Thom Green – Composition
- Infectious Music – Label

## Classements
| Classement (2012)              | Meilleure position |
| ------------------------------ | ------------------ |
| Royaume-Uni (UK Singles Chart) | 76                 |
| Royaume-Uni (UK Indie Chart)   | 6                  |

## Historique des sorties
| Pays        | Date              | Format                   | Label            |
| ----------- | ----------------- | ------------------------ | ---------------- |
| Royaume-Uni | 28 septembre 2012 | Téléchargement numérique | Infectious Music |